# Ивановское сельское поселение (Армизонский район)
Ивановское се́льское поселе́ние — муниципальное образование в Армизонском районе Тюменской области Российской Федерации.
Административный центр — село Иваново.

## История
Статус и границы сельского поселения установлены Законом Тюменской области от 5 ноября 2004 года № 263 «Об установлении границ муниципальных образований Тюменской области и наделении их статусом муниципального района, городского округа и сельского поселения».

## Население
| 2010 | 2011 | 2012 | 2013 | 2014 | 2015 | 2016 |
| ---- | ---- | ---- | ---- | ---- | ---- | ---- |
| 760  | ↘759 | ↘716 | ↘700 | ↘675 | ↘635 | ↘618 |
| 2017 | 2018 | 2019 | 2020 | 2021 | 2023 |      |
| ↘611 | ↘605 | ↘598 | ↘586 | ↗637 | ↘624 |      |

## Состав сельского поселения
| № | Населённый пункт | Тип населённого пункта       | Население |
| - | ---------------- | ---------------------------- | --------- |
| 1 | Иваново          | село, административный центр | ↗538      |
| 2 | Крашенева        | деревня                      | ↘80       |
| 3 | Плоское          | деревня                      | ↘106      |
| 4 | Северо-Дубровное | деревня                      | ↗36       |